# Dero superterrenus
Dero superterrenus är en ringmaskart som beskrevs av Wilhelm Michaelsen 1912. Dero superterrenus ingår i släktet Dero och familjen glattmaskar. Inga underarter finns listade i Catalogue of Life.